# Amèlia Jover Velasco
Amèlia Jover (Cullera, 10 de desembre de 1910 - París, 12 de setembre de 1997) fou una sindicalista anarquista valenciana.

## Biografia
La major de tres germanes, va poder anar a escola i des de molt jove va prendre contacte amb els grups de joves anarquistes que li van proporcionar les primeres lectures i la van iniciar en la ideologia llibertària.
Amèlia va ser una jove molt activa a la qual li agradava especialment la natació, en uns anys en els quals no era freqüent que les dones sabessin nedar. També tocava el piano i era una bona estudianta, li hauria agradat poder estudiar per a llevadora, però les circumstàncies de la guerra l'hi ho van impedir.
Casada amb Joaquín Crespo, militar de la República, va tenir una filla i es van traslladar a viure a València, prop de la presó Model. La proximitat entre la seua casa i la presó va servir perquè Amèlia ajudés els seus companys detinguts en les vagues de 1932.
En València, la seua activitat laboral la combinava amb diferents treballs, com a mecanògrafa en l'Ajuntament d'aquesta ciutat i com a cuinera en l'establiment Viena Automàtic. Després de tres anys de convivència, Amèlia es va divorciar del seu marit el 1933 i va tornar a contreure matrimoni en la població d'Albuixec amb Antonio Zaragoza, marí republicà.
Afiliada al sindicat gastronòmic de la CNT de València, va ajudar a crear la secció femenina del sindicat en la qual va ocupar el càrrec de secretària. Formava també part de les Joventuts Llibertàries i d'un grup naturista pertanyent a la FAI.
Amb l'inici de la Guerra Civil va ser elegida secretària de la secció políticosocial de les Joventuts Llibertàries i nomenada delegada representant de les Joventuts en el Comitè Regional de les Joventuts Llibertàries de Llevant. Així mateix va intervenir com a oradora en els mítings d'Afirmació Juvenil Anarquista, organitzats per la Federació Ibèrica de les Joventuts Llibertàries i va escriure diversos articles per a la premsa anarquista Senderos (Boletín orgánico del Comité Regional de la FFJJ de Levante). Igualment va pertànyer a la Secció de Defensa del Comité Regional de Llevant.
Amb la victòria franquista, Amèlia va ser detinguda en el port d'Alacant i internada en el Cinema Ideal, convertit en centre de reclusió femenina. Poc després va ser reclosa en la presó d'Alacant. Posteriorment, en el trasllat a València va aconseguir fugir al costat d'altres dues companyes, però va tornar a ser detinguda i empresonada en la presó Convent de Santa Clara en la ciutat de València. Amèlia, que en aquestes dates estava embarassada i pendent de judici, va ser ingressada en l'Hospital Provincial de València on continuava privada de llibertat i sota vigilància. La seua segona filla va néixer al novembre de 1939 en l'Hospital Provincial d'on Amèlia va aconseguir fugir amb l'ajuda de la Confederació.
Després de molts avatars i treballs, va arribar a França on va ser conduïda al camp de Bram. Passats uns mesos, va aconseguir fugir amb la seua filla cap a Tunis, on s'havia exiliat el seu marit. Va retornar a França el 1962, i s'instal·là a París, on va prendre contacte amb l'organització del moviment llibertari, i passà a formar part de l'Agrupació Confederal de París. Va viatjar en diverses ocasions a València i estigué en contacte des dels anys seixanta amb el comitè clandestí de la CNT. En els anys setanta assistia a les reunions clandestines de la CNT a València.
En els seus últims anys de vida va col·laborar amb la Fundació Salvador Seguí de València i va assistir a diversos actes d'homenatge al Moviment Llibertari. Amèlia Jover va morir a París el 12 de setembre de 1997.